# Uranotaenia lanei
Uranotaenia lanei är en tvåvingeart som beskrevs av Martinez och Prosen 1953. Uranotaenia lanei ingår i släktet Uranotaenia och familjen stickmyggor. Inga underarter finns listade i Catalogue of Life.